# Pebasiconcha immanis
Pebasiconcha immanis (Synonym: Amazoniconcha immanis) ist eine fossile Landschneckenart aus der Familie Acavidae innerhalb der Ordnung der Lungenschnecken (Pulmonata). Sie lebte vom mittleren Miozän bis ins Untere Obermiozän im westlichen Amazonasbecken.
Die beiden größten Gehäuse von Pebasiconcha immanis weisen Höhen von 22 Zentimetern beziehungsweise 25 Zentimetern auf. Damit gilt dieses Taxon als größte bekannte, fossile Landschneckenart. Das erste Gehäuse wurde 1991 in der Pebas-Formation in Kolumbien entdeckt. Es wurde in situ fotografiert, zerbrach jedoch beim Transport in mehrere Stücke. 1996 wurde in einem Tourismusgeschäft in Iquitos, Peru ein unbeschädigtes Exemplar erworben, das ebenfalls aus der Pebas-Formation stammt. Beide Gehäuse werden im Museum Naturalis in Leiden aufbewahrt. Daneben existieren kleinere Fragmente aus Lignit-Ablagerungen in Peru.
Die Gehäusewindungen sind sehr groß, aber die angewachsene Mündung ist deutlich zusammengepresst. Hinter der Oberseite der äußeren Lippe befindet sich eine massive Noppe an der Außenseite des Gehäuses.
Die Größe von Pebasiconcha immanis lässt vermuten, dass sie ein Bodenbewohner war. Andererseits deutet die Beschaffenheit der Ablagerungen, in denen die Art gefunden wurde, darauf hin, dass der Lebensraum ursprünglich ein großer See mit Sümpfen und Sumpfwäldern war. Daher ist es nicht unwahrscheinlich, dass diese Art zumindest einen Teil ihres Lebens auf Bäumen verbrachte.